# Mota-Engil
Mota-Engil prowadzi działalność gospodarczą z zakresu budownictwa i zarządzania infrastrukturą w sektorach: inżynierii i budowy, środowiska i usług środowiskowych (gospodarka odpadami, gospodarka wodna, porty, logistyka, energia oraz utrzymanie), projektów transportowych (drogi, mosty, transport miejski) oraz wydobycia. Jej działania mają bardzo zróżnicowany i wielonarodowy charakter.
Grupa Mota-Engil jest liderem w portugalskim sektorze budowlanym oraz zajmuje 33 miejsce w rankingu największych europejskich grup budowlanych. Spółka jest obecna na 3 kontynentach, w ponad 20 krajach, na 3 różnych obszarach geograficznych – w Europie, Afryce i Ameryce Łacińskiej.